# Аламо, Роберто
Робе́рто А́ламо (исп. Roberto Álamo; род. 1970, Мадрид) — испанский актёр театра и кино. Лауреат испанской театральной премии «Макс» 2010 года за лучшую мужскую роль и кинопремии «Гойя» за лучшую мужскую роль второго плана.
Учился в школе Кристины Роты, работал в театре «Анималарио». Снялся в сериалах «Люди Пако», «Полнолуние» и других.

## Фильмография
- 1998 — Casting
- 1999 — La mujer más fea del mundo
- 2000 — Km. 0
- 2001 — Улётное Рождество / Noche de reyes
- 2002 — Valentín
- 2003 — Торремолинос-73 / Torremolinos 73
- 2003 — Дни футбола / Días de fútbol
- 2003 — Возьми мои глаза / Te doy mis ojos
- 2005 — Две стороны кровати / Los 2 lados de la cama
- 2007 — Shevernatze, un ángel corrupto
- 2007 — Дни кино / Días de cine
- 2007 — Un buen día lo tiene cualquiera
- 2009 — Толстяки / Gordos
- 2010 — Час на Канарских островах / Una hora más en Canarias
- 2010 — Dispongo de Barcos
- 2011 — Легенда о Красном Орле / Aguila Roja
- 2011 — Кожа, в которой я живу / La piel que habito
- 2011 — От твоего окна до моего / De tu ventana a la mía
- 2012 — Fènix 11-23
- 2013 — La gran familia española
- 2021 - Пустошь (также известная на стадии производства как «Зверь») / The Beast (The Wasteland) (El páramo)